# Bodilus veselyi
Bodilus veselyi är en skalbaggsart som beskrevs av Tesar 1969. Bodilus veselyi ingår i släktet Bodilus och familjen Aphodiidae. Inga underarter finns listade.